# Butanon

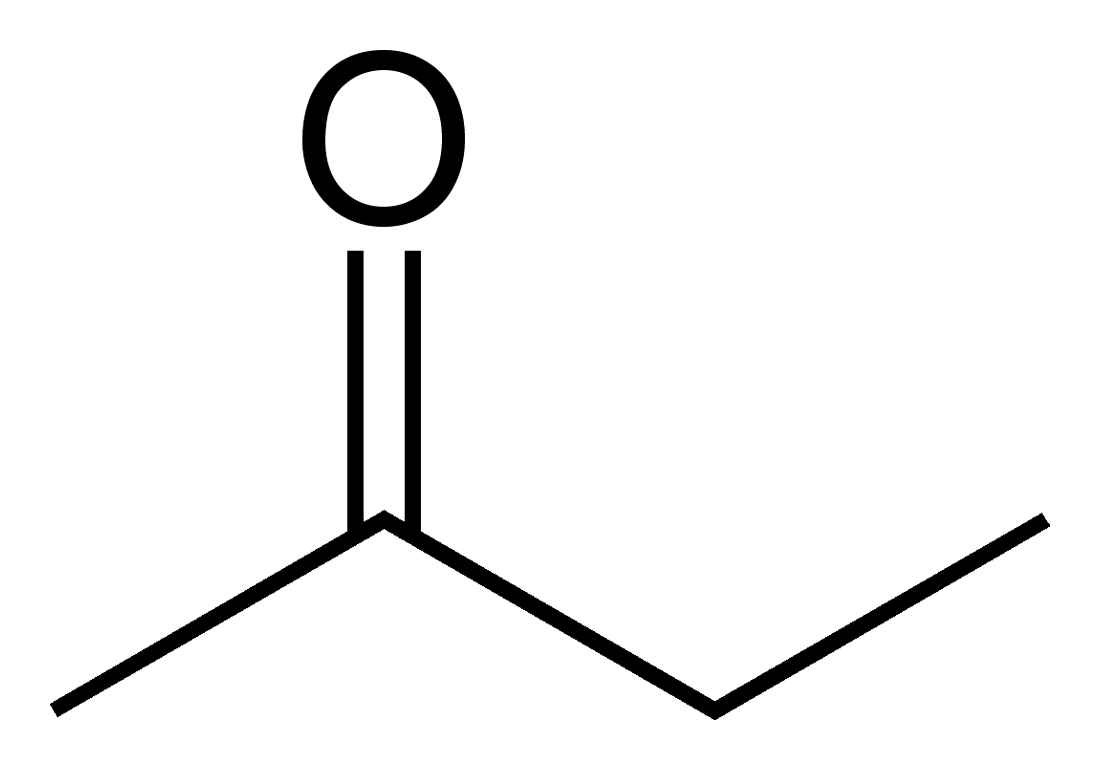
Butanon

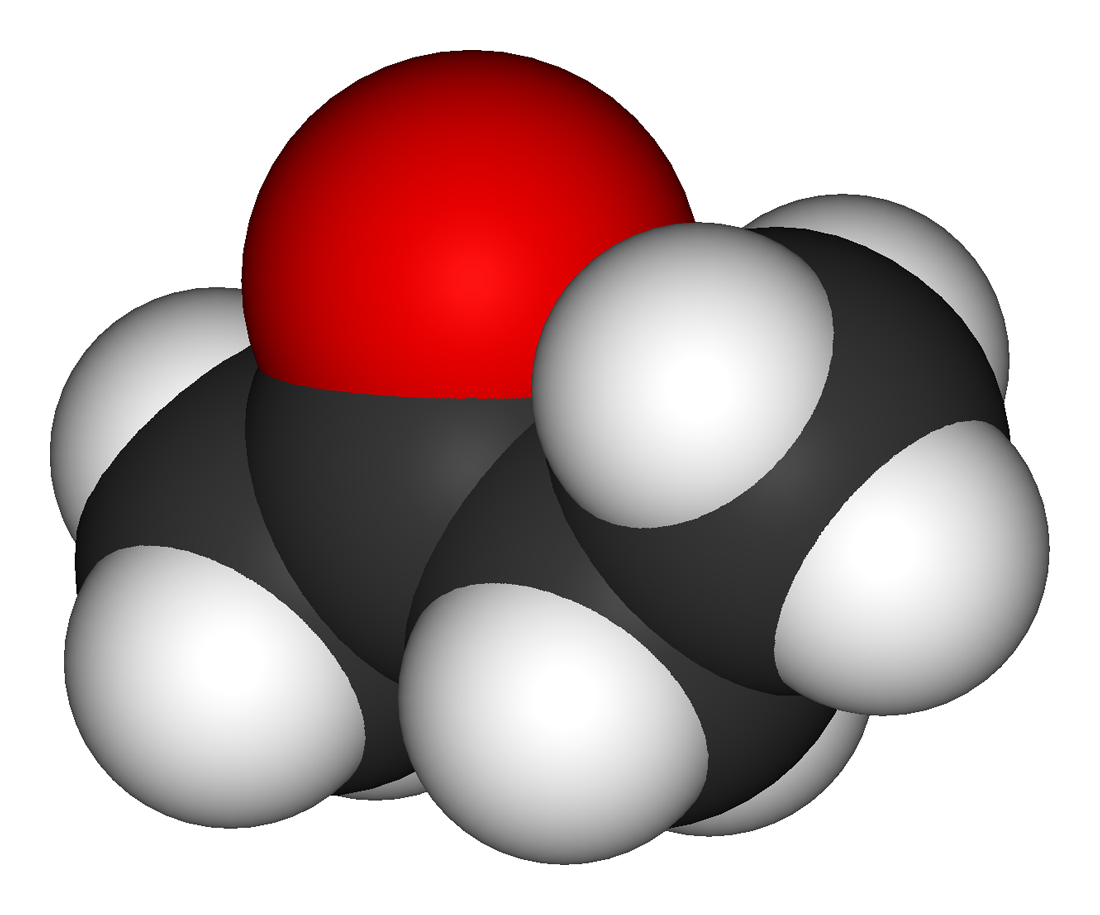
Butanon 3D model

Butanon, též známý jako methylethylketon (MEK), je organická sloučenina (keton) s funkčním vzorcem CH3C(O)CH2CH3. Tato bezbarvá kapalina má ostrou, sladkou vůni připomínající karamel a aceton. Vyrábí se průmyslově ve velkých objemech, stopová množství se vyskytují v přírodě.

## Výroba
Jednou z cest výroby butanonu je oxidace 2-butanolu. Butanon se vyrábí dehydrogenací 2-butanolu pomocí katalyzátoru založeném na mědi, zinku nebo bronzu:
CH3CH(OH)CH2CH3 → CH3C(O)CH2CH3 + H2
Touto cestou se získává zhruba 700 000 tun ročně. Mezi další metody, které byly ověřovány, avšak nikoli zavedeny do praxe, patří Wackerova oxidace 2-butenu a oxidace isobutylbenzenu (analogická cesta k průmyslovému způsobu výroby acetonu).
Butanon je biosyntetizován některými stromy a je obsažen v malých množstvích v některých druzích ovoce a zeleniny. Uvolňuje se také do vzduchu ze spalovacích motorů automobilů.

## Použití
Butanon rozpouští mnoho látek a používá se proto jako rozpouštědlo v procesech, jako je výroba pryže, pryskyřic, nátěrů z acetátu celulózy a z nitrocelulózy, též pro vinylové filmy. Z tohoto důvodu nachází uplatnění při výrobě plastů, textilu, parafinového vosku a různých produktů pro domácnost, například laků, mořidel, odstraňovačů nátěrů, také jako denaturační činidlo (pro denaturaci lihu), do lepidel a jako čisticí prostředek. Používá se i jako rozpouštědlo barviv pro značkovače odstranitelné za sucha.
Butanon je prekurzor methylethylketonperoxidu, katalyzátoru pro některé polymerizační reakce.

## Účinky na zdraví
Butanon je dráždivá látka, ovšem závažné zdravotní účinky lze u zvířat pozorovat jen při velmi vysokých úrovních. Při vdechování patří mezi tyto účinky vrozené vady.
Butanon je uveden jako prekurzor v Tabulce II Úmluvy OSN proti nedovolenému obchodu s omamnými a psychotropními látkami.
S ohledem na omezenou toxicitu jej v roce 2005 odstranila americká Agentura pro ochranu životního prostředí (EPA) ze svého seznamu nebezpečných vzdušných polutantů (HAP). Americký úřad tehdy shledal, že u potenciálních expozic butanonu z průmyslových procesů nelze předpokládat poškozování zdraví lidí nebo toxický vliv na životního prostředí. Emise butanonu jakožto těkavé organické sloučeniny jsou ve však Spojených státech nadále regulovány. Přispívají totiž ke tvorbě nežádoucího troposférického (pozemního) ozónu.